# Райан, Кей
Кей Райан (род. англ. Kay Ryan, 21 сентября 1945, Сан-Хосе) — американская поэтесса и педагог. Поэт-лауреат США (2008—2010, два срока), лауреат Пулитцеровской премии (2011) за книгу избранных стихотворений «Лучшее» (2010).

## Биография
Закончила Калифорнийский университет в Лос-Анджелесе. С 1971 живёт в округе Марин, преподаёт в Кентфилдском колледже. Дебютная книга стихов «Дракон остаётся драконом» (1983) была опубликована на средства друзей.
С 1978 до 2003 делила жизнь со своей подругой, преподавательницей Кэрол Эдер (в 2003 Эдер умерла).

## Творчество и признание
Признание пришло к Райан лишь в середине 1990-х годов, когда её стихи появились в нескольких авторитетных антологиях. В 2004, после пятой книги, получила поэтическую премию Рут Лили. В 2008 стала поэтом-лауреатом, сменив на этом посту Чарльза Симика; в 2010, после двух сроков, её сменил У. С. Мервин. Стихи Райан входят в авторитетнейшие антологии американской поэзии последних 25 лет, в том числе — в составленную Харольдом Блумом книгу Лучшее из лучшего в американской поэзии 1988—1997.
Критика видит в Кей Райан наследницу Эмили Дикинсон и Марианны Мур.

## Произведения

### Книги стихов
- 1983: «Dragon Acts to Dragon Ends»
- 1985: «Strangely Marked Metal»
- 1994: «Flamingo Watching»
- 1996: «Elephant Rocks»
- 2000: «Say Uncle»
- 2005: «The Niagara River»
- 2008: «Jam Jar Lifeboat & Other Novelties Exposed»

### Избранные издания
- 2010: «The Best of It: New and Selected Poems»

## Переводы на русский язык
- Черепаха, Пересмешник, Капель и ведро. / Перевод Г. Кружкова. В кн.: Современная американская поэзия. - На англ. и русск. языках. - М.: ОГИ, 2007. С. 24-29.
- «Слон в комнате (стихотворения)»/ Перевод Г. Каневского// Воздух, 2010, № 2, с. 130-132
- Река Ниагара (стихи) / Перевод Г. Кружкова // Иностранная литература, 2011, №2.
- Обратное чудо / Перевод Г. Кружкова // Новый мир, 2021, № 3.
- Черепаха. Река Ниагара. Крен в голове. / Перевод Г. Кружкова. В кн. Избранные страницы американской поэзии / Составление, перевод, предисловие и комментарии Г. Кружкова. - На англ. и русск. языках. - М.: Текст, 2021.  C. 413-417.

## Признание
Национальная гуманитарная медаль США (2012).